# Dora Werzberg
Dora Amelan née Werzberg le 5 septembre 1920 à Strasbourg et morte le 1er avril 2020 à Paris, est une infirmière, assistante sociale et résistante française qui à partir de 1942, s'occupe du sauvetage d'enfants juifs avec l'Œuvre de secours aux enfants (OSE). 
Elle travaille dans le camp de Rivesaltes, puis dans le camp de Gurs jusqu’à sa fermeture en novembre 1943. Après la guerre, elle s’occupe d’enfants rescapés des camps d’extermination. 

## Biographie
Dora Werzberg naît à Strasbourg, fille de Karl Werzberg et de Gisèla Blum, originaires de Pologne. La famille s'installe à Anvers lorsque Dora Werzberg a 10 ans et y reste jusqu'en mai 1940, après la mort de Gisela Blum et l'invasion de la Belgique par l'Allemagne. Pendant son adolescence, Dora Werzberg s'engage dans un mouvement de jeunesse sioniste,. Elle a deux sœurs, Manda, morte d'une septicémie en 1942, et la cadette Simone Ben David, morte en Israël à 86 ans. Georges Loinger et le mime Marcel Marceau sont ses cousins.
Dora Werzberg va à la Kommandantur allemande pour obtenir les papiers nécessaires pour elle et ses sœurs, citoyennes françaises, afin de rejoindre de la famille dans le Sud-Ouest de la France. Les trois sœurs vont en France, franchissent la ligne de démarcation et vont à Limoges, où se trouvent les familles Loinger et Mangel (oncles, tantes et cousins). Karl Werzberg, apatride, ne peut recevoir les documents requis pour quitter la Belgique mais rejoint la Zone Sud de la France illégalement.
À partir de 1942, Dora Werzberg s'occupe du sauvetage d'enfants juifs avec l'Œuvre de secours aux enfants (OSE). Elle travaille dans le camp de Rivesaltes, puis dans le camp de Gurs jusqu’à sa fermeture novembre 1943,.

## Distinction
- Chevalier de la Légion d'honneur (2016)[2].